# Eriocaulon kinlochii
Eriocaulon kinlochii är en gräsväxtart som beskrevs av Harold Norman Moldenke. Eriocaulon kinlochii ingår i släktet Eriocaulon och familjen Eriocaulaceae. Inga underarter finns listade i Catalogue of Life.